# Tajski narodi
Tajski narodi, azijska etnolingvistička porodica iz Tajlanda, Laosa, Kine, Vijetnama i dijelova Burme i Indije. Narodi ove porodice govore 76 jezika koji su podijeljeni na 3 srodne skupine: 1) Hlai s dva jezika; 2) Kadai (12); 3) Kam-Tai (62).

## Narodi
- A'ou
- Ahom, Indija. Oko 8,000,000 Asamaca porijeklom su od Ahoma (A. Diller 1990).
- Ai-Cham, Kina, 2,700 (2000) u 13 sela.
- Aiton, Indija. 5,000 (1990 Diller), Assam.
- Biao, Kina, 50,000 (1999 Liang Min and Zhang Junru).
- Bijeli Lachi (Lipupõ), Vijetnam, provincija Hà Giang. 1,602 (1990 Liang Min)
- Bijeli Gelao, 20 (2002 Edmondson). Distrikt Yen Minh.
- Buyang, Kina, Yunnan. Etničkih 3,000 (2000 D. Bradley).
- Cao Lan, Vijetnam i Kina. 187,000 u novom tisućljeću.
- Crveni Gelao, 20. Možda nestali u najnovije vrijeme. Distrikt Yen Minh, Vijetnam.
- Cun, Kina, Hainan. Kinezi ih vode kao dio nacionalnosti Han. 80,000 (1999 Ouyang Jueya).
- Daiya (Tai Ya), 34,000 (1982), Kina, Yunnan.
- E, 30,000 (1992 Edmondson). Kina
- En, Vijetnam, provincija Cao Bang.  200 (1998 Edmondson).
- Gelao, Kina. 579,357 (1999 Li Jinfang).
- Hongjin Tai, govore tai Hongjin, Kina. 150,000 (1995 Luo Meizhen).
- Isan ili Thai Isan, govore sjeveroistočni thai. 15,000,000 (1983 SIL), Tajland.
- Jiamao, Hainan, Kina, potomci naroda Jue, spadaju u Li, jezik u hlai. 52,300 (1987 Wurm et al.).
- Južni Taji, Tajland,  5,000,000 (1990 Diller)
- Kam-Sjeverni, Kina 463,000 (2003). Različiti su od Južnih. Kinezi ih zovu Dong.
- Kam-Južni, 1,000,000. Kina 463,000 (2003). Različiti su od Sjevernih. Kinezi ih zovu Dong.
- Kang, Laos i Kina.
- Khamiyang, pretežno Indija gdje govorer asamski, tek oko 50 u distriktu Tinsukia u selu Pawaimukh goovre jezikom khamyang.
- Khamti, Burma 4,235 (2000 WCD), Indija 8,879  (2000 WCD).
- Khon Mung (Sjeverni Taji), 6,000,000 u Tajlandu (1983 SIL) i 9,396 in Laos (2000 WCD) u Laosu.
- Kuan (Tai Kouane), Laos, 2,500 (popis 1995), kod rijeke Mouan
- Lachi (La Chi, Lati), Vijetnam, provincija Hà Giang. Sastoje se od Lachi-Crni (Liputiõ) i Lachi-Dugokosi (Lipupi). U Kini žive Lachi-Cvjetni (Lipuliongtco), Lachi-Crveni (Lipuke), Han Lachi (Liputcio), Bag Lachi (Lipute). Etničkih 9,600 (2000 D. Bradley).
- Laha, Vijetnam. 5,686 (popis 1999).
- Lakkia, Kina. 12,000 (1999 Liu Baoyuan).
- Lao narod, Laos, 3,188,577; 3,000,000 u Laosu (1991 UBS).
- Lao Phuan, govore phuan. Tajland i Laos, 204,704 (2000 WCD).ž
- Lao Song, Tajland. 32,307 (2000 WCD).
- Li ili Hlai, Hainan, Kina. Od više naroda: 432,000 Ha, 178,000 Qi, 52,000 Jiamao, 44,000 Bendi, 30,000 Meifu (popis1990).
- Lingao (Ongbe), Hainan, Kina. Vode ih kao dio nacionalnosti Han. Oko 700,000.
- Lü (Tai Lu), Kina, Laos, Burma, Tajland, Vijetnam. Svih 672,064.
- Maonan, Etničkih 20,000 (2000 Liang Min), Kina.
- Mjuniang, govore cao miao. 63,632 (2000 WCD).
- Mo (Ching), govore jezikom mak. Etničkih 10,000 (2000 D. Bradley).
- Mulao (Mulam) Etničkih 159,328 (popis 1990), Kina.
- Nung (Planinski Nung ili Thai Nung), Vijetnam, 856,412 (popis 1999), i nešto malo u Laosu. Govore brojne dijalekte: xuòng, giang, nùng an, nùng phan slình (nùng fan slihng), nùng cháo, nùng lòi, nùng qúy rin (guiren), khen lài, nùng inh.
- Nyaw (Jo), Tajland, 50,000 (1990 Diller).
- Nyong (Yong), Tajland, 12,561 (2000 WCD).
- Pa Di, Kina i Vijetnam.
- Phutai (Phu Thai), Tajland, Laos i Vijetnam Ukupno 519,400.
- Pubiao, govore laqua ili qabiao. Vijetnam i Kina. Oko 600 u novom tisućljeću.
- Puyi (Bouyei), Kina i Vijetnam. 2,049,000, na kraju 20. stoljeća (popisi)
- Rien, Laos, 5,279 (2000 WCD).
- Saek (Tai Sek), obje obale Mekonga, Laos i Tajland. 25,000. ranih 1990.-tih.
- Šan (Shan), Burma 3,200,000 (2001 Johnstone and Mandryk) uključujući 350,000 Tai Mao (1990 A. Diller ANU). U Tajlandu 60,000 (2001 Johnstone and Mandryk).
- Šuej (Shui), Etničkih 200,000 ili više (1999 Zeng Xiaoyu). 120 u Vijetnamu (2002 Edmondson).
- Tai Daeng (Crveni Tai), Vijetnam i Laos. 165,000.
- Tai Dam, Vijetnam, Laos, Tajland. 763,700.
- Tai Don, Vijetnam (280,000, 2002.), 200,000 iu Laosu (popis 1995).
- Tai Hang Tong, Vijetnam, sjeverni Vijetnam. 10,000 (2002).
- Tai Khun, Burma 114,574 (2000 WCD) i Tajland, 6,281 (2000 WCD). Govore jezikom khun.
- Tai Long, Laos, 4,800 (2004).
- Tai Man Thanh, sjeverni Vijetnam. 20,000 (2002).
- Tai Men, Laos, 7,200 (1995 census). jezik: tai mène.
- Tai Nua (Kineski Šani), govore tai nüa. Etničkih 1,025,128 (popis 1990). Kina, Laos, Burma, Tajland.
- Tai Pao, Laos, 3,300 (Laos 1995).
- Tai Phake, Indija, govore, phake. 5,000 (1990 Diller).
- Tay, Vijetnam, 1,477,514 (1999 census).
- Tay Khang, Laos, 200.
- Tay Tac, Vijetnam.
- Tay Jo, Vijetnam, govore tai do. 300 (2002).
- Tay Sa Pa, Vijetnam,  300 (2002 Edmondson).
- Thai (Sijamci), Tajland. 20,229,987.
- Thu Lao, Vijetnam] 200 (2002 Edmondson).
- Tsun-Lao, Vijetnam, 10,000 (1993 Dang Nghiem Van). Asimiliraju se u Vijetnamce.
- Turung, Indija, distrikt Golaghat u Assamu. jezik im je izumro a sada govore singpho.
- Yanghuang, govore t'en. Etničkih 25,000 (2000 D. Bradley).
- Yerong (Daban, Daban Yao). Dio narodnosti Yao. 378 (2000 WCD).
- Yoy (Tai Yo), Tajland i Laos 6,000 1990.-tih.
- Zeleni Gelao (Green Gelao), Vijetnam, 300 (2002 Edmondson) u distriktu Yen Minh.
- Žuan (Zhuang), sastoje se od mnogih grupa koje govore i južnim i sjevernim žuanom. Kina.

## Vanjske poveznice
- Tai Kadai Language Family  Arhivirana inačica izvorne stranice od 17. siječnja 2009. (Wayback Machine)